# گولشن بوبیک‌اوغلو
گولشن بوبیک‌اوغلو (ترکی استانبولی: Gülşen Bubikoğlu؛ زادهٔ ۵ دسامبر ۱۹۵۴) هنرپیشه اهل ترکیه است. وی از سال ۱۹۷۳ میلادی تاکنون مشغول فعالیت بوده‌است. وی یکی از زنان برجسته در سینمای ترکیه در دهه هفتاد و اوایل دهه هشتاد میلادی بوده است. او و تاریک آکان یکی از شناخته‌شده‌ترین زوج‌های روی پرده را در تاریخ سینمای ترکیه تشکیل دادند و در فیلم‌های کمدی رمانتیک متعددی با یکدیگر بازی کردند. وی در فیلم‌های بسیاری از کارگردان مشهور تورکر اینانوغلو ایفای نقش نمود و بعدتر نیز با وی ازدواج کرد. دختر او زینپ اینان‌اوغلو مخترع است.